# 드래곤 투카
《드래곤 투카》(Dragon Tucca)는 한국에서 제작된 심형래 감독의 1996년 SF, 액션, 가족 영화이다. 심형래 등이 주연으로 출연하였고 심형래 등이 제작에 참여하였는데 심형래 감독은 해당 영화 이후 영화 연출에만 전념했다가 《라스트 갓파더》로  영화 재출연을 했다.
한편, 심형래 감독이 영구아트무비 소속 스탭  박희준과 함께 진행을 맡았으며 박희준은 《용가리》의 각본을 맡기도 했으나 심형래 감독과 지속적인 의견 충돌을 빚은 끝에(심형래-어린이 영화를 만들려 함 박희준-성인 취향에 맞춘 작품 추구) 결국 영구아트무비를 나와 혼자 독립했다.

## 출연

### 주연
- 심형래 - 거지 남 역

### 조연
- 민혜진 - 거지 여 역
- 이소민 - 여인 1 역
- 김시내 - 여인 2 역
- 민성원 - 개똥이 역
- 함신영 - 영만이 역
- 이진욱 - 칠득이 역
- 서창호 - 사또 역